# 长裂太行菊
长裂太行菊（学名：[Opisthopappus longilobus] 错误：{{Lang}}：文本有斜体标记（帮助））是菊科太行菊属的植物，是中国的特有植物。分布在中国大陆的河北等地，生长于海拔1,000米的地区，多生长于山坡，目前尚未由人工引种栽培。